# Plectroscapus bimaculatus
Plectroscapus bimaculatus là một loài bọ cánh cứng trong họ Cerambycidae.